# Jorn
Gli Jorn sono un gruppo heavy metal norvegese.

## Storia
Il gruppo è stato fondato nel 2000 dal cantante norvegese Jørn Lande.
La band ha subito molti cambiamenti durante gli anni, attualmente la formazione è composta per metà da musicisti italiani.
Gli Jorn hanno pubblicato finora 10 album studio e 4 di cover, tra cui il celebre Dio del 2010, dedicato alla memoria dello scomparso Ronnie James Dio ed anticipato dal videoclip della canzone originale Song for Ronnie James.
Inoltre nella discografia della band sono presenti 3 album dal vivo e 3 raccolte; una di queste però, Traveller, non è una semplice raccolta ma un disco ri-arrangiato e registrato ex-novo.

## Formazione attuale
- Jørn Lande - voce
- Tore Moren - chitarre
- Adrian SB - chitarre
- Nik Mazzucconi - basso
- Alessandro Del Vecchio - tastiere
- Francesco Jovino - batteria

## Discografia

### Album in studio
- Starfire (2000)
- Worldchanger (2001)
- Out to Every Nation (2004)
- The Duke (2006)
- Lonely Are the Brave (2008)
- Spirit Black (2009)
- Bring Heavy Rock to the Land (2012)
- Traveller (2013)
- Life on Death Road (2017)
- Over the Horizon Radar (2022)

### Album di ri-registrazioni
- Symphonic (2013)

### Album di cover
- Unlocking the Past (2007)
- Dio (2010)
- Heavy Rock Radio (2017)
- Heavy Rock Radio II - Executing the Classics (2020)

### Album dal vivo
- Live in America (2007)
- Live in Black (2011)
- Live on Death Road (2020)

### Raccolte
- The Gathering (2007)
- Dukebox (2009)